# Rannu
Rannu est un village de 159 habitants de la Commune d'Aseri du Comté de Viru-Est en Estonie.
La première mention écrite de Rannu apparait en 1241 dans le Liber Census Daniæ.